# Armanak-e Soflá
Armanak-e Soflá (persiska: ارمنک سفلی, Azmanāk-e Soflá) är en ort i Iran.   Den ligger i provinsen Västazarbaijan, i den nordvästra delen av landet, 500 km väster om huvudstaden Teheran. Armanak-e Soflá ligger 1 289 meter över havet och antalet invånare är 571.
Terrängen runt Armanak-e Soflá är platt.Runt Armanak-e Soflá är det ganska tätbefolkat, med 144 invånare per kvadratkilometer. Närmaste större samhälle är Mīāndoāb, 6,4 km öster om Armanak-e Soflá. Trakten runt Armanak-e Soflá består till största delen av jordbruksmark.